# A first fine day
『a first fine day』（ア・ファースト・ファイン・デー）は、岡本仁志の1枚目のミニ・アルバム。

## 解説
- 岡本仁志、ソロ初のアルバムでありミニアルバム。
- 作詞は主にAZUKI七が担当、「Interlude - click me」のみ岡本の作詞で、今作が初の作詞である。

## 収録曲
1. Interlude - click me
2. First fine day
3. 手遅れな再開
4. Res-no
5. Sweet×2 Summer Rain
6. STRAY BEAST
7. 翼
8. First fine day (GO! GO! remix)

作詞 : 岡本仁志 (#1) 、AZUKI七 (#2 - 8)
全作曲･編曲 : 岡本仁志